# Fauna Flash
Fauna Flash bestehend aus den DJs Christian Prommer und Roland Appel ist bekannt für jazzigen Drum and Bass. 
Sie veröffentlichten bereits 1995 ihre erste Platte „Butterfly Catcher“ bei Compost Records, später weitere Titel wie „Aquarius“ (1997) und „Fusion“ (2001).
Darüber hinaus verfassten sie Musik für Fernsehsendungen, darunter für den Trailer für Hattrick (DSF) und die Hintergrundmusik zu Liebe Sünde (Pro Sieben).
Fauna Flash arbeiten auch in gemeinsamen Projekten mit anderen Musikern zusammen, so ab 1997 mit Rainer Trüby als Trüby Trio oder ab 2000 mit Peter Kruder als Voom:Voom.